# ウゴ・チャベスの死と葬儀
ウゴ・チャベスの死と葬儀では、2013年3月5日に死去した、ベネズエラ・ボリバル共和国大統領だったウゴ・チャベスの死と、その影響について詳述する。
中南米地域での反米同盟の盟主とも言われたウゴ・チャベスの死は、地域情勢に大きな影響を与えるとされた。

## 死に至る経緯

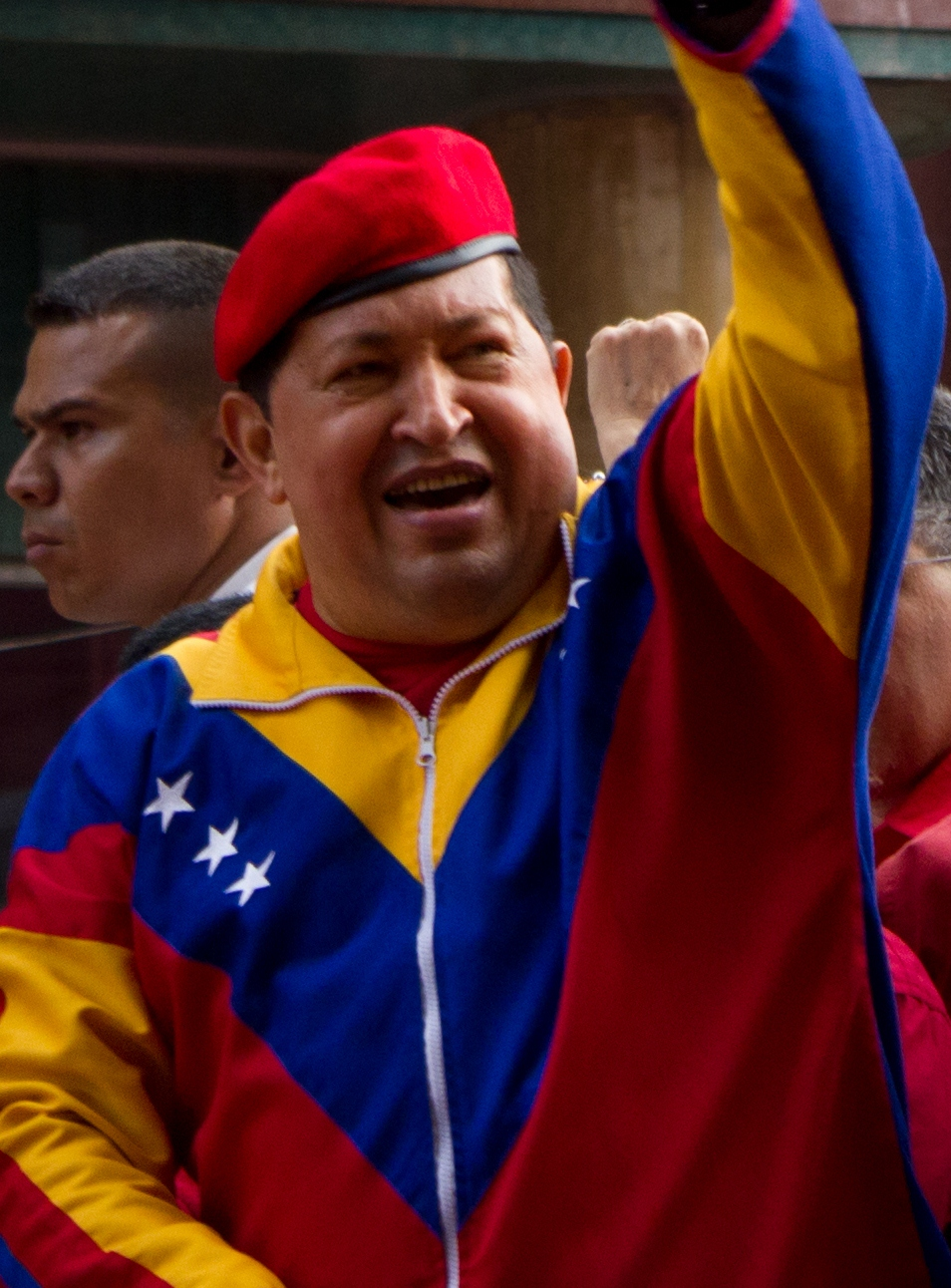
2012年6月11日、治療の副作用で顔が腫れたチャベス

チャベスは2011年6月6日にベネズエラを出国し、ブラジルとエクアドルを外遊した後、キューバに到着。この頃には左膝に痛みを訴えており、杖をついた状態で首都ハバナに降り立ったことでフィデル・カストロ前国家評議会議長に病状について質問され、6月10日に現地にて骨盤膿瘍と野球のボール大になっていた癌性腫瘍の緊急摘出手術を受け、その後しばらく首都ハバナで療養を続けた。当初は骨盤膿瘍のみ病状が公表されていたが、実は重病なのではないかという憶測がなされていた。一方で病気ではなく、美容整形手術を受けたのではないか、病気により同情を引くことで2012年10月に予定されている大統領選挙を有利に進めようとしているのではないかという声さえあった。6月28日にはカストロと会話している写真が公表されるなどベネズエラ政府は重病説の払拭に躍起となり、6月30日にはチャベス本人がテレビ演説で自らが癌であったことを公表、回復に向かっていると宣言した。7月4日に帰国したが下旬に再びキューバで手術。化学療法は続けられたため副作用で顔が腫れ、髪が抜け落ち始め、8月1日には丸刈り姿で公式の場に登場した。余命2年とも言われる中、10月20日には癌の完治を宣言。12月7日にはチャベス死亡の情報がウイルスが添付されたメールで広まったが、これはほどなくデマであると判明した。
回復をアピールしたチャベスだったが、2012年2月18日にキューバで受けた検査で再び同じ部位で病変が見つかり、2月下旬に再手術を受けたが転移はなかった。4月には死亡説が流れ、閣僚がこれを否定するなど10月の大統領選挙への出馬を不安視する声もあったが、国民の支持は高く、チャベス自身も再選に自信を示した。10月7日の大統領選挙は放射線治療を受けながらなんとか選挙運動を展開し、野党統一候補のエンリケ・カプリレス・ラドンスキーを退け4選を果たした。

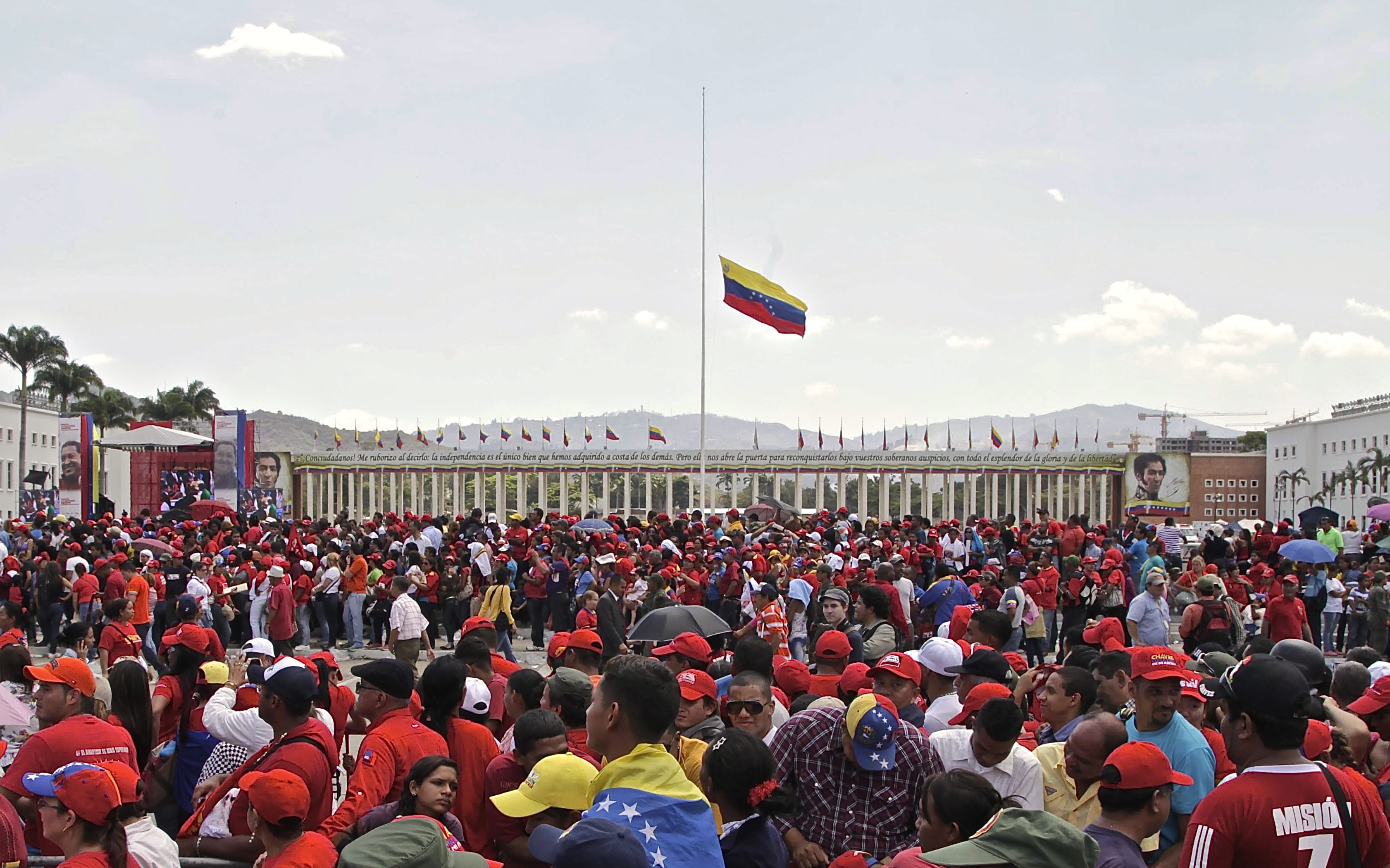
2013年3月7日、半旗が掲げられた軍士官学校前に集まるチャベスの支持者

2012年12月8日、チャベスは癌が再発したことを公表。自らが職務遂行不可能になり大統領選挙の再選挙が実施される場合はニコラス・マドゥロ副大統領に投票して欲しいと表明するなど、自らの後継者指名を行った。12月10日にキューバに到着し、これが公の場に姿を表した最後となった。翌日には通算4度目の手術を受け成功したが、想定外の出血が見られ、呼吸器感染による合併症を起こし呼吸困難となったことにより、1月10日の大統領就任式はチャベス不在のまま行われた。予定されていた就任宣誓は延期され、結果としてチャベスの4期目の大統領就任宣誓が行われることはなかった。
その後もチャベスの動向は伝えられず、2013年2月15日にようやく術後の写真が公開された。気管チューブを使って呼吸し、会話が困難のため筆談で指示を行なっていると説明された。2月18日にようやくキューバから帰国し、首都カラカスにある軍の病院に入院した。3月4日、チャベスが新たな重度の呼吸器系の感染症にかかり、デリケートな状態になったことが公表された。死去する直前、周囲に「死にたくない」と言おうとしていたと思われることが明らかにされている。
2013年3月5日、チャベスは58歳でその生涯を閉じた。直接の死因は心臓発作であったとも伝えられている。

## 死去に対する世界の反応
- ブラジル - ジルマ・ルセフ大統領は、チャベスに同意しないこともあったものの、ブラジルの友人であり、偉大な指導者を失ったという声明を発表[32]。また、2期8年の任期が重なったルラ前大統領は6分ほどのビデオメッセージを発表し、チャベスと多くの時を過ごせたことを喜びであると語り、イデオロギー的な違いを認めたものの、ブラジルとベネズエラとの間に特に政治的に類似性が多かったと述べた。[33]
- チリ - セバスティアン・ピニェラ大統領は、チャベスとは考え方に大きな違いがあったものの、信念のために戦う姿勢には敬意を表すると声明[32]。
- コロンビア - フアン・マヌエル・サントス大統領は、チャベスとは南米地域における平和を求めるという考えが基盤となって団結できたのであり、チャベスとベネズエラ政府に対し、限りないコミットメントに感謝すると声明[32]。
- イギリス - ウィリアム・ヘイグ外相は、チャベスの訃報を悲しみ、遺族とベネズエラ国民にお悔やみを申し上げると発表[32]。
- イラン - マフムード・アフマディーネジャード大統領は、チャベスを賢明かつ革命的なリーダーであったと表現[34]。
- エルサルバドル - マウリシオ・フネス大統領は、チャベスの死がベネズエラの政治空白と、同国国民に虚しさをもたらすであろうとコメント[32]。
- シリア - シリア内戦が続く中、チャベスが支持を表明していたバッシャール・アル＝アサド大統領は、チャベス死去に哀悼の意を表明。副大統領に宛てた電報の中で、その反米闘争を称賛した[35]。
- アメリカ合衆国 - バラク・オバマ大統領は、アメリカはベネズエラ国民を支援し、ベネズエラ政府との建設的関係の構築に関心があるとの声明を発表[36]。

## 葬儀

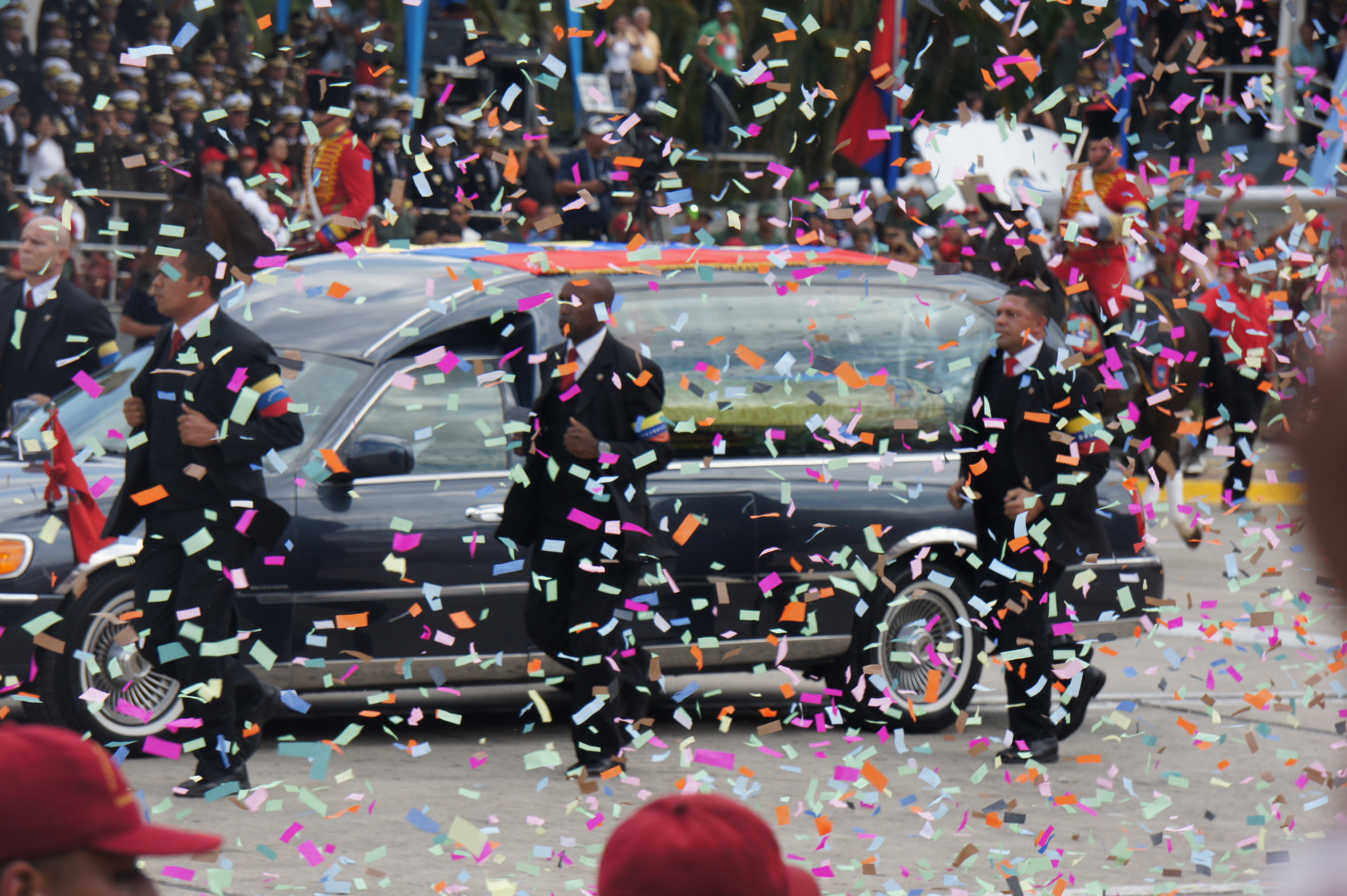
チャベスの葬列

死去後、エリアス・ハウア外相は、7日間の喪に服すと発表した。棺に入れられたチャベスの遺体は3月6日、病院から霊柩車で運びだされた。マドゥロ副大統領とボリビアのエボ・モラレス大統領が歩いて霊柩車を先導し、その間、支持派のシンボルカラーである赤の服を着た多くの支持者に見守られながら、7時間をかけて首都カラカスにある軍士官学校に運ばれた。翌日からは安置されたチャベスの遺体を一目見ようと数多くの市民が訪れ、7日には4キロの行列ができ、9時間待ちとなった。
3月8日に軍士官学校にて葬儀が国葬の形で行われた。葬儀には30カ国以上の首脳など、多くの人々が参列を行い、マドゥロ副大統領が棺の前で弔辞を読み上げた。
葬儀後1週間は1992年2月にチャベスがクーデターを起こした「山の兵舎」にて公開され、一般国民の弔問を受ける。

## 葬儀参列者
首脳級の参列者の一部を挙げる。
- アンティグア・バーブーダ - ボールドウィン・スペンサー首相[44]
- ボリビア - エボ・モラレス大統領[45]
- ベラルーシ - アレクサンドル・ルカシェンコ大統領[46][47]
- チリ - セバスティアン・ピニェラ大統領[45]
- コロンビア - フアン・マヌエル・サントス大統領[48]
- コスタリカ - ラウラ・チンチージャ大統領[44]
- キューバ - ラウル・カストロ国家評議会議長[46][45]
- ドミニカ国 - ルーズベルト・スカーリット首相[44]
- エクアドル - ラファエル・コレア大統領[45]
- グアテマラ - オットー・ペレス・モリーナ大統領[45]
- ガイアナ - ドナルド・ラモター（英語版）大統領[44]
- ホンジュラス - ポルフィリオ・ロボ・ソサ大統領[44]
- イラン - マフムード・アフマディーネジャード大統領[46]
- ニカラグア - ダニエル・オルテガ大統領[49]
- パナマ - リカルド・マルティネリ大統領[45]
- ペルー - オジャンタ・ウマラ大統領[45]
- エルサルバドル - マウリシオ・フネス大統領[45]
- トリニダード・トバゴ - カムラ・パーサド・ビセサー首相
- ウルグアイ - ホセ・ムヒカ大統領[50]
- セントビンセント・グレナディーン - ラルフ・ゴンサルヴェス首相[44]

このほか、アメリカからもグレゴリー・ミークス下院議員やジェームズ・ダーハム駐ベネズエラ臨時代理大使などからなる弔問団が派遣された。
チャベスの友人だったショーン・ペンやジェシー・ジャクソンも参列した。

## 死去の影響

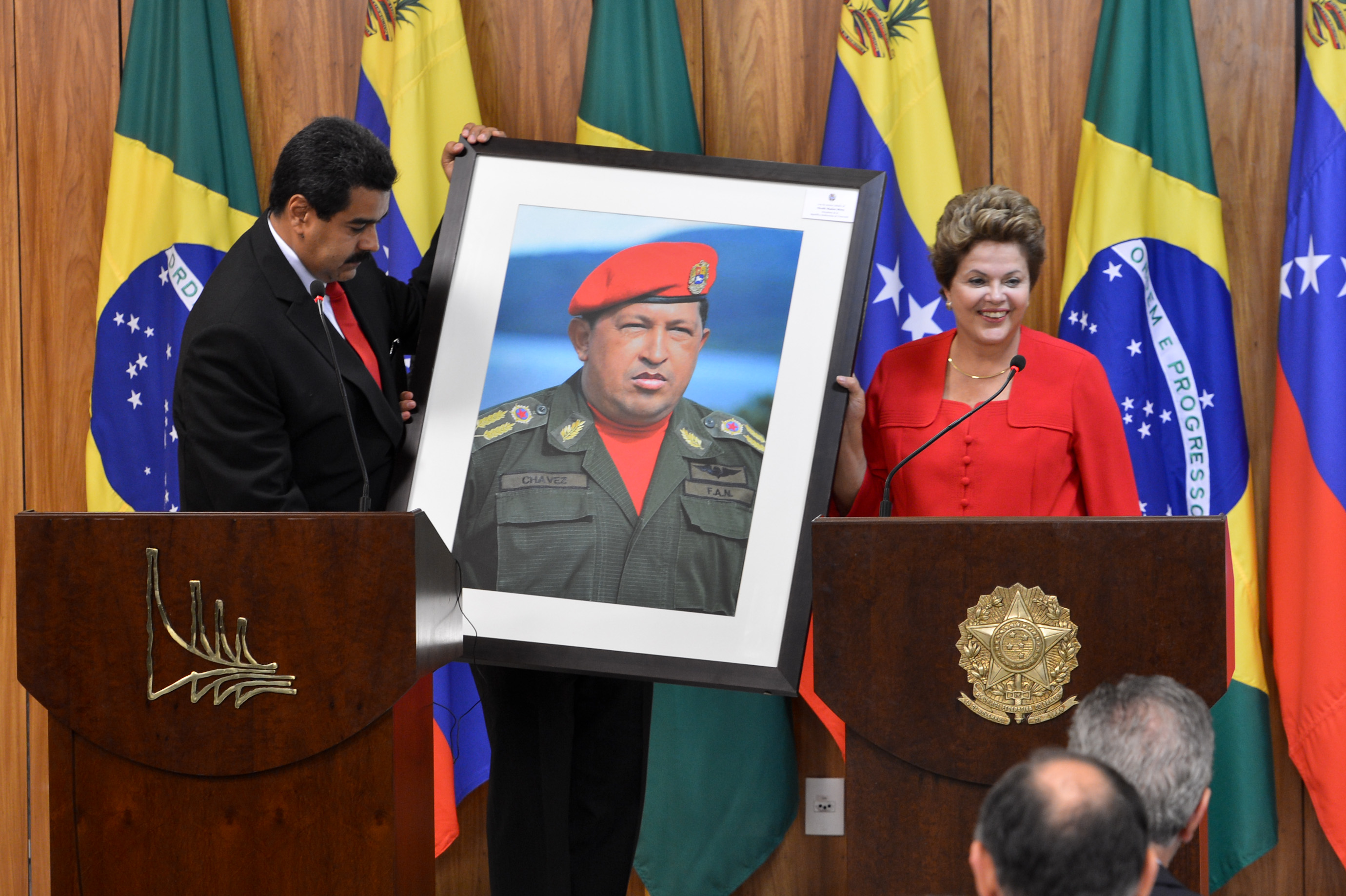
2013年5月9日、マドゥロ大統領からチャベスの肖像を受け取るルセフ大統領

チャベスの死去を受け、CDS市場においてベネズエラ国債の保証コストが上昇を見せた。ムーディーズ・インベスターズ・サービスは、既に2013年1月の時点でチャベス死去を想定してベネズエラのソブリン債格付けをネガティブに下げており、チャベス死去が即時に格付け変更に影響は与えないとした。またベネズエラ国営石油会社は通常通りの業務を行った。
2013年11月、ベネズエラ政府はチャベス前大統領の功績をたたえ12月8日を祝日にすると発表した（12月8日は首都カラカスで最後の演説をした日）。

## 遺体の扱い
死去直後、チャベスの遺体はガラスの棺に入れ、永久保存する方針が発表された。カラカスにある革命博物館内での展示が予定されていたが、エンバーミング処理を施すのが遅れるなど防腐作業が大変困難であることがわかり、永久保存は断念されたことが明らかになった。今後の遺体の扱いについては決定されていない。